# Университет „Стефан Велики“ в Сучава
Университетът „Стефан Велики“ в Сучава (на румънски: Universitatea Ștefan cel Mare din Suceava) е държавен университет, намиращ се в Сучава, Румъния. Наречен е в памет на княза на войводство Молдова Стефан Велики.
Началото на бъдещия университет е в основания през 1963 г. Педагогически институт, който се състои от 3 факултета: Филологически факултет, Факултет по математика и физика и Факултет по история и география.